# Jane Zhang
Dans ce nom chinois, le nom de famille, Zhang, précède le nom personnel Liangying.
Zhang Liangying, aussi connue sous le nom de Jane Zhang , née le 11 octobre 1984 à Chengdu, est une chanteuse chinoise. Elle accède à la notoriété après la participation dans la saison 2005 du concours Super Girl, une compétition nationale de chanson très populaire en Chine. Avant d'être une chanteuse à succès, elle a chanté dans les bars durant son adolescence. Aujourd'hui, elle est devenue une des chanteuses les plus célèbres de Chine avec son surnom « la Princesse du dauphin » grâce à sa technique de chant.

## Discographie
Album studio
- 第七感 (Le Septième Sens) (2014)
- 改变 (Réforme) (2011)
- 我相信 (Believe in Jane (en)) (2010)
- 张靓颖@音乐 (Jane@Music (en)) (2009)
- Update (2007)
- The One (2006)

Album Live
- 倾听 张靓颖 (Listen to Jane Z Live (en)) (2012)

Extended play
- 感谢(Reconnaissant)(2013)
- Dear Jane (2007)
- Jane.爱 (Jane, Love (en)) (2006)